# Flakaviken
Flakaviken är en vik vid byn Flaka i Lemland på Åland. 
Under slutet av det stora nordiska kriget sommaren 1721 låg den ryska flottan i Flakaviken i väntan på fördelaktig vind för att bränna på den svenska ostkusten. Lämningar av den 35 000 man starka flottan såsom bastur och brödugnar  finns i omgivningen.